# Барашков, Юрий Анатольевич
Юри́й Анато́льевич Бара́шков (род. 27 июня 1938, Архангельск) — советский и российский ученый-архитектор, педагог, историк архитектуры и краевед, профессор кафедры инженерных конструкций, архитектуры и графики Высшей инженерной школы Северного (Арктического) федерального университета имени М.В. Ломоносова, научный руководитель Центра деревянного зодчества САФУ. Кандидат архитектуры (1975).
Народный депутат СССР (1989—1991), депутат Архангельского областного собрания депутатов (2005—2009).

## Биография
- Первая супруга (1969—2019) — Татьяна Константиновна Кустова (род. 1945).
  - сын - Барашков Михаил Юрьевич (род. 1973).
- Вторая супруга (2019—н.в.) — Элен Тьершан (род. 1945).

## Издатель
- Записки Чанселлора. — Издательско-полиграфическое предприятие "Правда Севера", Архангельск, 1998. — ISBN 5-85879-068-2 — 128 с. — 2 000 экз.
- Дом над Двиной. Детство в Архангельске. Евгения Германовна Фрезер. — Сев.-Зап. Кн. Изд-во, Архангельск, 1998. — 472 с.
- Детство в Соломбале. Евгений Степанович Коковин. — Сев.-Зап. Кн. Изд-во, Архангельск, 1998. — ISBN 5-85879-093-3 — 174 с.
- Из записной книжки Корзникова. Степан Иванович Корзников. — Сев.-Зап. Кн. Изд-во, Архангельск, 1999. — ISBN 5-85879-108-5 — 215 с.
- Дом над Двиной. Детство в Архангельске. Евгения Германовна Фрезер. — 2-е изд. — Сев.-Зап. Кн. Изд-во, Архангельск, 1999. — ISBN 5-85879-019-4 — 470 с.
- Вторая мировая война дядюшки Антона. Антон Ляпощенко. — ООО "Рекламное агентство "М’Арт", Архангельск, 2003. — ISBN 5-86279-085-3 — 136 с. — 500 экз.
- Дом над Двиной. Детство в Архангельске. Евгения Германовна Фрезер. — 3-е изд. — ОАО "Издательско-полиграфическое предприятие "Правда Севера", Архангельск, 2004. — ISBN 5-85879-139-5 — 472 с. — 2 000 экз.
- По северу дикому. Николай Александрович Лейкин. — ОАО "Издательско-полиграфическое предприятие "Правда Севера", Архангельск, 2007. — ISBN 5-85879-119-0 — 186 с.
- 500 дней по Явлинскому. Вера Николаевна Фёдорова. — ОАО "Издательско-полиграфическое предприятие "Правда Севера", Архангельск, 2008. — ISBN 978-5-85879-508-7 — 528 с. — 500 экз.
- Дом над Двиной. Детство в Архангельске. Евгения Германовна Фрезер. — 4-е изд. — ОАО "Издательско-полиграфическое предприятие "Правда Севера", Архангельск, 2009. — ISBN 978-5-85879-566-7 — 468 с. — 4 000 экз.
- Всему свой час. Игорь Константинович Багрянский. — ОАО "Издательско-полиграфическое предприятие "Правда Севера", Архангельск, 2010. — ISBN 978-5-85879-643-5 — 698 с. — 500 экз.
- Дом на Новгородском. Татьяна Петровна Внукова. — ОАО "Издательско-полиграфическое предприятие "Правда Севера", Архангельск, 2010. — ISBN 978-5-85879-659-6 — 304 с. — 500 экз.
- Дом на Новгородском. Татьяна Петровна Внукова. — 2-е изд. — ОАО "Издательско-полиграфическое предприятие "Правда Севера", Архангельск, 2012. — ISBN 978-5-85879-781-4 — 318 с.
- Поклон моему Городу. Галина Александровна Милюкова. — ОАО "Издательско-полиграфическое предприятие "Правда Севера", Архангельск, 2016. — ISBN 978-5-9908108-0-8 — 360 с. — 2 000 экз.
- DORA. Нацистский концлагерь. Александр Ветров. — HORS-TEXTE Éditions, Paris, 2018. — ISBN 978-5-85879-643-5 — 264 с. — 100 экз.
- DORA. Александр Ветров. — YAM publishing, Berlin, 2020. — ISBN 978-613-9-47005-1